# 五山 (日本)
五山制度（ござんせいど）是日本的寺格之一。主要是臨濟宗的制度。從上位開始區分成五山・十剎・諸山・林下。

## 概要
鎌倉時代後期，伴隨禪宗在日本普及，正安元年（1299年），鎌倉幕府執權北條貞時定淨智寺為「五山」是史料上最早的「五山」。

## 京都五山和鎌倉五山

### 鎌倉時代
鎌倉幕府的五山制度詳細狀況不明，但是，鎌倉的建長寺・圓覺寺・壽福寺及京都的建仁寺4寺包含在「五山」之內。同様的，後醍醐天皇的建武新政也制定「五山」，南禪寺和大德寺兩寺定為五山筆頭，包含東福寺和建仁寺。

### 室町時代
| 五山            |        |        |
| 別格上位 南禪寺 |        |        |
|                 | 京都   | 鎌倉   |
| 第一位          | 天龍寺 | 建長寺 |
| 第二位          | 相國寺 | 圓覺寺 |
| 第三位          | 建仁寺 | 壽福寺 |
| 第四位          | 東福寺 | 淨智寺 |
| 第五位          | 萬壽寺 | 淨妙寺 |

之後，開創室町幕府的足利尊氏建立天龍寺，希望在五山之內加上天龍寺。曆應4年（1341年），北朝發布院宣，五山任由尊氏決定。同年，尊氏選定第一位為南禪寺・建長寺、第二位為圓覺寺・天龍寺、第三位為壽福寺（鎌倉）・第四位為建仁寺（京都）・第五位為東福寺（京都）・准五山（次席）為淨智寺（鎌倉）。之後，五山的決定及其住持的任免權歸於足利將軍個人的慣例也就此成立。延文3年（1358年），2代將軍足利義詮改訂將淨智寺昇格為第五位，同時在第五位加上鎌倉淨妙寺、京都萬壽寺，共計4寺，京都和鎌倉各選定5寺為五山。之後，3代將軍足利義滿的時代，因管領細川賴之的請求，五山加入臨川寺 （永和3年（1377年）- 康曆元年（1379年）），但是，康曆政變後，賴之失勢後又刪除。至德3年（1386年），義滿接受義堂周信・絕海中津等人的意見改革五山制度，將南禪寺定為「五山之上」的全禪林的最高位，足利將軍家的菩提寺相國寺取代南禪寺加入「五山」，並分割五山成京都五山和鎌倉五山。兩五山的格式至此固定直到現在。

## 關連項目
- 十剎
- 諸山
- 京都五山
- 鎌倉五山
- 尼五山
  - 京都尼五山（景愛寺・護念寺・檀林寺・惠林寺・通玄寺）
  - 鎌倉尼五山（太平寺・東慶寺・國恩寺・護法寺・禪明寺）
- 五山文學
- 五山派
- 北山五山